# Alfredo Lemus
Alfredo Lemus (ur. 1 kwietnia 1952) – wenezuelski bokser kategorii lekkośredniej, wicemistrz świata z 1974.

## Kariera sportowa
Walczył w wadze lekkośredniej (do 71 kilogramów). Wystąpił w niej na letnich igrzyskach olimpijskich w 1972 w Monachium, ale przegrał pierwszą walkę z Emeterio Villanuevą z Meksyku. Odpadł w ćwierćfinale na mistrzostwach Ameryki Środkowej i Karaibów w 1972 w San José. Na następnych mistrzostwach Ameryki Środkowej i Karaibów w 1973 w Meksyku również odpadł  ćwierćfinale, pokonany przez Rolando Garbeya z Kuby.
Dotarł do finału igrzysk Ameryki Środkowej i Karaibów w 1974 w Santo Domingo, w którym przegrał z Garbeyem.
Lemus odniósł swój największy sukces na pierwszych mistrzostwach świata w 1974 w Hawanie, gdzie zdobył srebrny medal, przegrywając w finale z Garbeyem. Zwyciężył w mistrzostwach Ameryki Środkowej i Karaibów w 1974 w Caracas. Podczas igrzysk panamerykańskich w 1975 w Meksyku zdobył brązowy medal.
Na letnich igrzyskach olimpijskich w 1976 w Montrealu dotarł do ćwierćfinału, w którym przegrał z Wiktorem Sawczenko z ZSRR. Podczas mistrzostw świata w 1978 w Belgradzie  przegrał pierwszą walkę z Jerzym Rybickim.